# Tenango de Arista
Tenango de Arista – miasto w Meksyku, w stanie Meksyk.